# 弗拉什契奇
弗拉什契奇是塞尔维亚的一座村庄，位于科盧巴拉州的瓦列沃市。

## 人口
据2002年人口普查的数据显示，该村庄人口为98。